# Territorios federales de Brasil

Mapa de Brasil en 1943, en él se observan los territorios federales creados en dicho año.

Territorio Federal es un término utilizado para una categoría específica de división administrativa del Brasil. Los territorios federales son parte integrante de la Unión, sin pertenecer a ningún estado, y pueden surgir de la división de un estado o de su desmembramiento, lo que requiere de la aprobación popular a través de referéndum y derecho supletorio.
La Constitución Federal de 1988 abolió todos los territorios hasta entonces existentes: Fernando de Noronha se convirtió en un distrito del estado de Pernambuco, en tanto Amapá y Roraima adquirieron la condición plena de estados brasileños. Rondonia fue territorio hasta 1981.
Los territorios federales pueden estar constituidos por municipios (a diferencia del Distrito Federal) y pueden elegir de manera fija cuatro diputados federales, independientemente de su ubicación, dimensión territorial, condiciones socioeconómicas, tamaño de la población e incluso su electorado.

## Territorios federales desaparecidos
| Nombre del territorio             | Año de creación | Año de desaparición |
| --------------------------------- | --------------- | ------------------- |
| Territorio de Acre                | 1904            | 1962                |
| Territorio de Amapá               | 1943            | 1988                |
| Territorio de Fernando de Noronha | 1943            | 1988                |
| Territorio de Guaporé             | 1943            | 1981                |
| Territorio del Iguazú             | 1943            | 1946                |
| Territorio de Punta Porá          | 1943            | 1946                |
| Territorio de Río Branco          | 1943            | 1962                |